# 구로베강
구로베강(일본어: 黒部川 구로베가와[*])은 일본 도야마현을 흐르는 강이다. 총 길이는 86 km, 유역 면적 689 km2이다.
강은 히다산맥의 와시바다케에서 발원해 구로베 협곡으로 불리는 깊은 계곡을 흐른다. 우나즈키정의 산을 빠져나와 선상지를 형성하고 동해로 흘러 들어간다.
구로베강은 유량이 풍부하고 경사가 가파르기 때문에 수력 발전에 좋은 조건을 가지고 있다. 구로베 댐은 일본에서 가장 큰 댐이다.

## 같이 보기
- 구로베 댐